# 공숙황후
공숙황후 한씨(恭淑皇后 韓氏, 1165년 ~ 1200년 12월 14일(음력 11월 7일))는 남송 영종의 황후이다.

## 생애
공숙황후 한씨는 상주 안양현(현재의 중국 허난성 안양시) 출신이며, 북송 인종, 영종, 신종대의 학자이자 대신인 한기의 6대손이다. 아버지는 한동경(韓同卿)인데, 남송의 재상 한탁주의 조카이다. 어머니는 안국부인 장씨(安國夫人 莊氏)이다.
언니와 함께 입궁하였다가, 순희 12년(1185년) 8월, 당시 황제였던 효종의 손자 조확(趙擴)과 혼인하여 신안군부인(新安郡夫人)에 책봉되었다. 성품이 유순하여 고종과 효종이 총애하였다. 1189년 광종이 즉위하자 숭국부인(崇國夫人)으로 진봉되었으며, 1194년 광종이 퇴위하고 조확이 황제로 즉위하자 황후로 책봉되었다. 영종과의 사이에서 두 아들을 낳았으나 모두 요절하였다.
경원 6년(1200년) 12월 14일 붕어하였다. 시호는 공숙(恭淑)이다.

## 가계

### 부모
- 부 : 한동경(韓同卿, ? ~ 1199년)
- 모 : 안국부인 장씨(安國夫人 莊氏)

### 남편
- 영종(寧宗, 1168년 ~ 1224년) : 남송의 제4대 황제

### 자녀
- 연왕(兗王) 조준(趙埈, 1196년 ~ 1196년)
- 빈왕(邠王) 조탄(趙坦, 1200년 ~ 1200년)